# Енциклопедичний словник Лемківщини
«Енциклопедичний словник Лемківщини» — містить довідкові матеріали з історії та культури лемків, про визначних діячів, історію лемківських сіл тощо.
Автори:
- Іван Красовський — історик-етнограф, публіцист, член НТШ, член Спілки журналістів України (1962), громадський діяч.
- Іван Челак — член Фундації дослідження Лемківщини, член правління Київського товариства «Лемківщина» ім.Б.-І. Антонича

Довідник вийшов друком у Львові у видавництві «Астролябія» у 2013. містить 751 с. тексту і 16 с. ілюстрацій. ISBN 978-617-664-028-8